# Haroldo Naves Soares
Haroldo Naves Soares (Santa Terezinha de Goiás, 24 de setembro de 1966) é um gestor público e político brasileiro filiado ao Movimento Democrático Brasileiro (MDB). Foi três vezes prefeito do município de Campos Verdes. Atualmente, é presidente da Federação Goiana de Municípios (FGM).

## Vida pessoal
Haroldo Naves nasceu no município de Santa Terezinha de Goiás, filho de Pedro Silvério Naves e Amélia Soares Naves. Foi criado na Fazenda Alegre, em Campos Verdes. Formou-se em Gestão Pública e obteve pós-graduação em Gerenciamento de Projetos.

## Carreira Política

### Prefeitura de Campos Verdes e Feira das Esmeraldas
Haroldo Naves foi eleito prefeito de Campos Verdes pela primeira vez em 2001. Durante esse mandato, a administração municipal desenvolveu políticas voltadas para o setor mineral, incluindo a criação da Feira Internacional das Esmeraldas, evento vinculado ao comércio de pedras preciosas.
Ele voltou ao cargo em 2017, período em que a prefeitura adotou medidas voltadas à recuperação econômica do município. Em 2021, foi reeleito. Pesquisas locais indicaram que sua gestão teve aprovação de 90,7% da população. 

### Presidência da Federação Goiana de Municípios
Em 2017, Naves assumiu a presidência da Federação Goiana de Municípios (FGM), entidade representativa dos municípios do estado de Goiás. Durante sua gestão, houve um aumento no número de municípios filiados à federação. Ele foi reeleito para a presidência em 2021 e 2023.

### Confederação Nacional de Municípios (CNM)
Em 2018, foi eleito vice-presidente da Confederação Nacional de Municípios (CNM), entidade que representa os interesses municipais em nível nacional. Em 2021, foi reeleito para o cargo.

### Relação com Governo Estadual
Naves manteve uma relação institucional com o governo estadual, participando de eventos e reuniões sobre desenvolvimento municipal. Em 2024, o governador Ronaldo Caiado recebeu o Prêmio Destaque Municipalista da FGM. Também convidou Caiado para coordenar uma mesa no Fórum de Governadores na Marcha dos Prefeitos.